# Kruge/Gersdorf
Kruge/Gersdorf ist ein Ortsteil der Gemeinde Falkenberg im Landkreis Märkisch-Oderland in Brandenburg.

## Geographie
Der Ort liegt sieben Kilometer südwestlich von Falkenberg und neun Kilometer südsüdöstlich von Eberswalde. Die Nachbarorte sind Hohenfinow und Cöthen im Nordosten, Krummenpfahl im Osten, Wölsickendorf im Südosten, Brunow im Süden, Heckelberg im Südwesten sowie Trampe im Westen und Nordwesten.

## Geschichte

### Orts- und Gutshistorie Kruge
Auf der Gemarkung von Kruge entwickelte sich aus einem Nebengut von Trampe und wurde nachfolgend als kreistagsfähiges Rittergut geführt. Die Besitzrechte waren ursprünglich sehr zerstückelt. Im 16. Jahrhundert befand sich Kruge im Besitz der von Pfuhl und ein Anteil im Besitz des Klosters Friedland, der 1568 an Joachim von Röbel verkauft wurde. Auch der Pfuhlsche Anteil wurde Ende des 16. Jahrhunderts an Röbel verkauft. 1766 kaufte es der Baron Matthäus von Vernezobre. Seine Erben veräußerten es 1802 und es kam anschließend in den Besitz des Grafen Albrecht Alexander von der Schulenburg. Dieser Besitz hatte um 1880 einen Umfang von 1295 ha Land. Davon waren 350 ha Waldbesitz. Eigentümer war der Politiker Bernhard von der Schulenburg-Trampe. Der Besitz Kruge in der Einzelgröße von 906 ha war bis 1929/30 mit Grünthal und Trampe in einem Familienfideikommiss derer von der Schulenburg-Grünthal eingebunden. Graf Schulenburg teilte seine Güter an alle vier Kinder auf. Kruge übernahm laut dem Genealogischen Handbuch des Adels von 1936 bis 1941 die älteste Tochter Hedwig Gräfin von der Schulenburg (1880–1974), verheiratet mit dem Oberförster und Hauptmann Hans von Trotha-Hecklingen (1865–1914). Als Erbe bestimmte sie wiederum ihren ältesten Sohn Hans Thilo von Trotha (1902–1972). Durch die Bodenreform 1945 wurden die Trothas enteignet. Die Einwohnerzahl lag nachfolgend bei 420.

### Ortshistorie Gersdorf
Ernst Fidicin geht von einer vorherigen Namensführung Gerharsdorf und Gerlachsgof aus, urkundlich 1307 ersterwähnt, zuerst im markgräflichen Besitz und folgend dem Kloster Friedland gehörend. Mitte des 13. Jahrhunderts wurde die Dorfkirche, ein rechteckiger Feldsteinbau mit eingezogenem Chor, errichtet. Der quadratische Westturm stammt von 1699.
Während der Hussitenzeit 1432 gab es massive Zerstörungen. Nach der Reformation und dem Einzug der Klostergüter durch den Landesherrn soll Gersdorf 1568 einem Joachim von Röbel zugefallen sein. Die Nachfahren hielten sich einige Generationen als Gutsbesitzer. Nach dem Dreißigjährigen Krieg stellte der Landreiter 1652 noch fünf Kossäten fest: Jürgen Biesel, Matthes Weger, Jakob Wieger, Jürgen Kontz, sowie der wohl kürzlich aus der Lausitz zugezogene Michel Hermann aus Lübben. Im Laufe des 18. Jahrhunderts wurde das Dorf wieder aufgebaut, auch der wüst liegende Krug wurde wieder aufgebaut. 1766 kaufte der Baron Matthäus von Vernezobre das Gut. Seine Erben veräußerten es 1806 an den Grafen Albrecht Alexander von der Schulenburg-Trampe. 1821 galt Gersdorf als ein adlig Dorf. 1865 dokumentiert eine Statistik Alt-Gersdorf als Dorf und Neu-Gersdorf als Colonie im damaligen Landkreis Ober-Barnim. Alt-Gersdorf war nach den Gothaischen Genealogischen Taschenbüchern des Adels Teil des Familienfideikommiss derer von der Schulenburg auf Trampe mit Kruge. Gersdorf gehörte seit der Kommunalverfassung von 1928 mit dem Ortsteil Ackermannshof zu Kruge. Nach 1945 lebten in Gersdorf 421 Einwohner.

### Evangelische Dorfkirche
Mitte des 13. Jahrhunderts wurde die Dorfkirche, ein rechteckiger Feldsteinbau mit eingezogenem Chor, errichtet. Der quadratische Westturm stammt von 1699.